# اندی کندی
اندی کندی (انگلیسی: Andy Kennedy؛ ۱ سپتامبر ۱۸۹۷ – دسامبر ۱۹۶۳) بازیکن فوتبال بود.
از باشگاه‌هایی که در آن بازی کرده‌است می‌توان به باشگاه فوتبال اورتون، باشگاه فوتبال ترانمره راورز، باشگاه فوتبال آرسنال، و باشگاه فوتبال کریستال پالاس اشاره کرد.
وی همچنین در تیم ملی فوتبال ایرلند بازی کرده‌است.